# Sellnickiobovella
Sellnickiobovella es un género de ácaros perteneciente a la familia Dinychidae.

## Especies
Sellnickiobovella W. Hirschmann, 1984
- - Sellnickiobovella decui (Hutu, 1977)
  - Sellnickiobovella hilli (Sellnick, 1970)
  - Sellnickiobovella loksai (Hirschmann & Zirngiebl-Nicol, 1972)
  - Sellnickiobovella marmorea (Fox, 1948)
  - Sellnickiobovella negreai (Hutu, 1977)